# 상대적이며 절대적인 지식의 백과사전
《상대적이며 절대적인 지식의 백과사전》(相對的이며 絶對的인 知識의 百科事典, 프랑스어: L'Encyclopédie du savoir relatif et absolu)은 프랑스의 소설가 베르나르 베르베르가 1996년 출간한 잡학사전이다. 대한민국에서는 두 번째 개정 증보판이 《쥐의 똥구멍을 꿰맨 여공》이라는 제목으로, 세 번째 개정 증보판이 《상상력 사전》이라는 제목으로 출간되어 있다.
이 책이 처음 대중에 알려진 것은 《개미》 3부작, 《천사들의 제국》 등 베르베르의 다른 소설을 통해서이다. 베르나르 베르베르는 자신의 소설들 속에서 곤충학자 에드몽 웰즈라는 인물을 이 책의 저자로 설정하였다. 그리고 《개미의 날》을 출간한 이후 기욤 아르토의 권유로 이 책을 독립시켜 출간했다. 소설 속에서 책의 저자는 에드몽 웰즈이지만, 실제 출간된 책은 베르나르 베르베르가 저자로 되어 있다.
이 책에는 베르베르의 주요 모티브이기도 한 개미부터, 사라져 버린 유토피아까지 잡다한 지식이 담겨 있다. 그러나 베르베르는 이 책이 단지 생각할 거리를 줄 뿐이며, 이 책의 이름에 '상대적이며 절대적인'이라는 모순 형용을 넣은 것도 독자에게 제각기 다른 의미를 발견하고, 스스로의 기억을 개입시켜 이 책을 고쳐 나가는 몫을 맡기기 때문이라고 말했다. 또한 이 책을 읽는 것에 그치지 않고, 새로운 지평을 열고, 새로운 것을 창조하는 발명가가 되라는 것을 말하고 싶어한다. 